# I Roam the Cosmos
I Roam the Cosmos ist ein Jazzalbum von Sun Ra & His Arkestra ft. June Tyson. Die im Juli 1972 im New Yorker Club Slug’s Saloon entstandenen Aufnahmen erschienen am 5. Januar 2015 als Download auf Enterplanetary Koncepts, 2017 als Langspielplatte bei Art Yard.

## Hintergrund
Das Werk „I Roam the Cosmos“ wurde nie von Sun Ra auf einer LP veröffentlicht. Es ist nicht mit „We Roam the Cosmos“ zu verwechseln, einem völlig anderen Sun-Ra-Titel, der von ihm auf der Saturn-LP What's New? (Sub Underground Series) 1975 herausgegeben wurde. Die umfangreiche Sun-Ra-Diskographie von Campbell und Trent enthält lediglich zwei Hinweise auf dieses Werk: ein Voice-of-America-Monoband von einem Auftritt 1973 in der New Yorker Carnegie Hall und ein aus dem Publikum heraus mitgeschnittenes Tonband eines Arkesta-Konzerts von 1974 am Hunter College. Die für das Album I Roam the Cosmos benutzte Aufnahme ist keines von diesen beiden Tondokumenten – es ist eindeutig eine Mischpult-Aufnahme, und sie ist stereophon.
Das Werk „I Roam the Cosmos“ wird als Cosmo Drama („Schauspiel über den Kosmos“) bezeichnet. John Szwed erläutert in seiner Sun-Ra-Biografie „Space Is the Place: The Lives and Times of Sun Ra“, dass Sun Ra unter einem Cosmo Drama ein myth ritual („mythisches Ritual“) verstand, ein Programm, das seine Überzeugungen ausdrückte und das er als Modell zur Veränderung der Menschen auf der Erde anbieten wollte. Für ihn war es wie ein „Passionsspiel“; es handelte vom Mythos, weil die Wahrheit hässlich, böse und zu bedrohlich wäre, um offen in Worte gefasst zu werden. Ursprünglich hatte Sun Ra „dieses Musikdrama nur für die Schwarzen konzipiert, da er sie als buchstäblich prähistorisch, nicht Teil der Geschichte, nicht als real in der Gesellschaft, in der sie leben, ansah.“ Zunächst konzipierte er ein Cosmo Drama als „astro-schwarze Mythologie“; als zunehmend auch Euroamerikaner im Publikum waren, sprach er hingegen davon, „Mythen der Zukunft“ zu schaffen; die Mythen sollten sagen, was wir in Zukunft tun sollten.
Eigentlich bietet die Aufnahme von „I Roam the Cosmos“ eine ununterbrochene theatralische Darbietung mit Musik. Die Komposition „Astro Black“ wird als musikalische Untermalung für ihren ersten Abschnitt verwendet; für den zweiten Teil wird Sun Ras Musikwerk „Discipline 27-II“ genutzt, das immer wieder in Cosmo Dramas eingesetzt wurde „I Roam the Cosmos“ beginnt mit June Tysons Textrezitation zu „Astro Black“ über den düster wirkenden Groove von „Discipline 27-II“, meinte hingegen Co-Produzent Irwin Chusid in den Liner Notes zur Erstausgabe des Albums im Jahr 2015; es gehe dann in Call-and-Response-Deklamationen zwischen Sun Ra und Tyson über, während das Arkestra den trägen „D27-II“-Rhythmus fast 50 Minuten lang aufrechterhalte, unterbrochen von Bläser-Einlagen.
Die ersten Zeilen des Stücks lauten:
„I Roam the Cosmos. I visit a Planet now and then My visits are so seldom that sometimes The people on the Planet forget who I am Whenever that happens, I have no choice But to make them remember.“
„Ich durchstreife den Kosmos. Ich besuche hin und wieder einen Planeten. Meine Besuche sind so selten, dass die Menschen auf dem Planeten manchmal vergessen, wer ich bin. Wann immer das passiert, habe ich keine andere Wahl, als sie daran zu erinnern.“

## Editorische Anmerkungen
Basierend auf den Markierungen der Tonbandschachteln fand die Aufführung des Stücks im Juli 1972 im Slug's Saloon in der East 3rd Street der Lower East Side statt, wo Sun Ra und sein Arkestra von Ende der 1960er- bis Anfang der 1970er-Jahre häufig die ganze Nacht hindurch Konzerte spielten. Die Besetzung wechselte, je nachdem, wer dabei auftauchte. Diese legendären Abende, so Chusid, waren roh und unberechenbar, oft katastrophal und nicht ohne künstlerische Kontroversen. Sie brachten Sun Ra eine größere Aufmerksamkeit der New Yorker Jazzkenner ein und förderten seinen Ruf als kühnen Showstar. Das Album Universe in Blue von 1972 enthielt dort aufgenommene Aufführungen, und viele im Slugs’ entstandene Bänder sind in der Sammlung des Sun Ra Music Archive erhalten. Die Klangtreue, der Raumklang, die Kanaltrennung und die Mikrofonartefakte auf „I Roam the Cosmos“ sind denen auf Universe sehr ähnlich. Diese Aufnahmen sind nicht auf High-Tech-Niveau, so Chusid; Berichten zufolge wurden sie mit zwei Mikrofonen aufgenommen, die auf oder in der Nähe gegenüberliegender Seiten der Bühne platziert waren. In Anbetracht dieses primitiven Setups sei die Wiedergabetreue ziemlich gut, und „die rohe kosmische Seele dieses Sunny-June-Duetts ist unbestreitbar“. Die Bandübertragung wurde von Michael D. Anderson vom Sun Ra Music Archive durchgeführt; die digitale Restaurierung von Michael D. Anderson und Irwin Chusid.

## Titelliste
- Sun Ra: I Roam the Cosmos[7]

1. I Roam the Cosmos Astro Black / Discipline 27-II 25.31
2. I Roam the Cosmos/Discipline 27-II 25.51

Die Kompositionen stammen von Sun Ra.

## Rezeption
Gilles Peterson, Herausgeber der Kompilation Gilles Peterson Presents Sun Ra and His Arkestra: To Those of Earth… and Other Worlds (2015) zählt die Aufnahme zu den fünf besten Sun-Ra-Alben: „Es ist ein mehr als 50-minütiges Stück, indem es alles gibt – weiblichen und männlichen Gesang, Pre-Hip-Hop-Geplänkel über den Weltraum und das Universum, und die Musik ist von Anfang bis Ende unglaublich.“
„Scheinbar wechselnde Identitäten – alles in der Ich-Perspektive“ – Sun Ra intoniere hier kosmische Philosophie, beschwöre Erleuchtung herauf, präsentiere Mythen und liefere düstere Vorhersagen, wobei Tyson jede Beschwörung wiederhole und damit dramatisiere, schrieb Irwin Chusid.